# Dordschiin Norolchoo
Dordschiin Norolchoo (mongolisch Доржийн Норолхоо, englisch Dorjiin Norolkhoo, ᠳᠣᠷᠵᠢᠶᠢᠨ ᠨᠣᠷᠣᠯᠬᠣᠭᠣ; * 31. Dezember 1949 in Ulaanbaatar) ist eine ehemalige mongolische Kunstturnerin.
Sie nahm an den Olympischen Sommerspielen 1968 in Mexiko-Stadt teil. Sie kam im Einzelmehrkampf auf Platz 97. An den Einzelgeräten verpasste sie jeweils die Finalqualifikationen deutlich.